# Hans-Jörg Allgeier
Hans-Jörg Allgeier (* 1943 im Deutschen Reich) ist ein deutscher Kameramann. Er begann seine Filmtätigkeit Mitte der 1980er Jahre und war an mehr als 50 Film- und Fernsehproduktionen beteiligt. Er ist der Sohn des Kameramanns Sepp Allgeier.

## Filmografie (Auswahl)
- 1988: Tatort – Ausgeklinkt
- 1990: Tatort – Rendezvous
- 1991: Allein unter Frauen
- 1993: Tatort – Die Zärtlichkeit des Monsters
- 1994: Tatort – Der schwarze Engel
- 1996: Tatort – Der kalte Tod
- 1996: Tatort – Schlaflose Nächte
- 1997: Die Nacht der Nächte – School’s out
- 1997: Tatort – Nahkampf
- 1998: Silberdisteln
- 1998: Tatort – Engelchen flieg
- 1999: Tatort – Bienzle und die blinde Wut
- 2000: Tatort – Bienzle und das Doppelspiel
- 2000: Tatort – Kalte Herzen
- 2001: Tatort – Bienzle und der heimliche Zeuge
- 2001: Tatort – Bienzle und der Todesschrei
- 2001: Tatort – Der Präsident
- 2001: Tatort – Fette Krieger
- 2002: Tatort – Bienzle und der Tag der Rache
- 2002: Tatort – Schlaraffenland
- 2003: Bloch – Tausendschönchen
- 2003: Polizeiruf 110 – Kopf in der Schlinge
- 2003: Tatort – Bienzle und der Tod im Teig
- 2003: Tatort – Schöner sterben
- 2004: Polizeiruf 110 – Barbarossas Rache
- 2004: Tatort – Bienzle und der steinerne Gast
- 2004: Ein Baby zum Verlieben
- 2004: Tatort – Bitteres Brot
- 2005: Polizeiruf 110 – Heimkehr in den Tod
- 2005: Polizeiruf 110 – Vollgas
- 2005: Tatort – Bienzle und der Feuerteufel
- 2005: Tatort – Bienzle und der Sizilianer
- 2005: Tatort – Der Name der Orchidee
- 2006: Die Nonne und der Kommissar
- 2006: Tatort – Kunstfehler
- 2007: Suchkind 312
- 2007: Tatort – Bienzle und sein schwerster Fall
- 2010: Ich trag dich bis ans Ende der Welt